# Piacatu (kommun)
Piacatu är en kommun i Brasilien.   Den ligger i delstaten São Paulo, i den södra delen av landet, 700 km söder om huvudstaden Brasília. Antalet invånare är 5 287.
Följande samhällen finns i Piacatu:
- Piacatu

Omgivningarna runt Piacatu är huvudsakligen savann. Runt Piacatu är det ganska glesbefolkat, med 23 invånare per kvadratkilometer.